# 严酷北境
《严酷北境》是一个由Plausible Concept开发，Raw Fury发行的即时战略电子游戏。该游戏于2018年8月面向任天堂Switch、PlayStation 4和Xbox One平台发行。该游戏的Microsoft Windows版本于2018年10月在Discord平台发行，并于2018年11月登陆Steam。

## 游戏玩法
《严酷北境》与其他即时战略游戏有着类似的玩法，玩家在地图上控制各自独立的单位进行游戏。游戏的的目标是捍卫岛屿免遭维京海盗的袭击。玩家可以控制不同种类的单位，布置阵型来组织防御。不同种类的单位还拥有特殊的技能。维京海盗上岸后，会尝试烧掉岛上的建筑物，例如房屋，教堂或是法院。如果这些建筑物成功抵御了海盗的袭击，根据不同建筑物的类型，它们会提供一枚至三枚不等的金币。金币可以用于为你的单位购买升级。

### 经济
游戏中的经济系统由各个岛屿上不同类型的房屋所驱动。根据玩家采取的不同游戏路线，玩家得到的金币总数或额外奖励也不同。某些小岛除了提供金币外还会有一个特殊奖励，例如一对额外的单位或是拥有特殊功能的装备。尽可能的收集这些额外奖励是这个游戏策略的重要一部分。

## 拓展阅读
- Castelli, Stefano. . IGN Italia. 2018-09-11  [2018-09-16]. （原始内容存档于2019-06-03）.
- Donlan, Christian. . Eurogamer. 2018-08-23  [2018-09-16]. （原始内容存档于2019-09-20） （英语）.
- Reseigh-Lincoln, Dom. . Nintendo Life. 2018-08-22  [2018-09-16]. （原始内容存档于2018-08-22）.
- Smith, Adam. . Rock Paper Shotgun. 2018-03-22  [2018-09-16]. （原始内容存档于2020-11-09）.
- Webster, Andrew. . The Verge. 2018-09-16  [2018-09-16]. （原始内容存档于2023-07-10）.
- Wood, Austin. . PC Gamer. 2018-03-26  [2018-09-16]. （原始内容存档于2020-05-26）.